# زركول

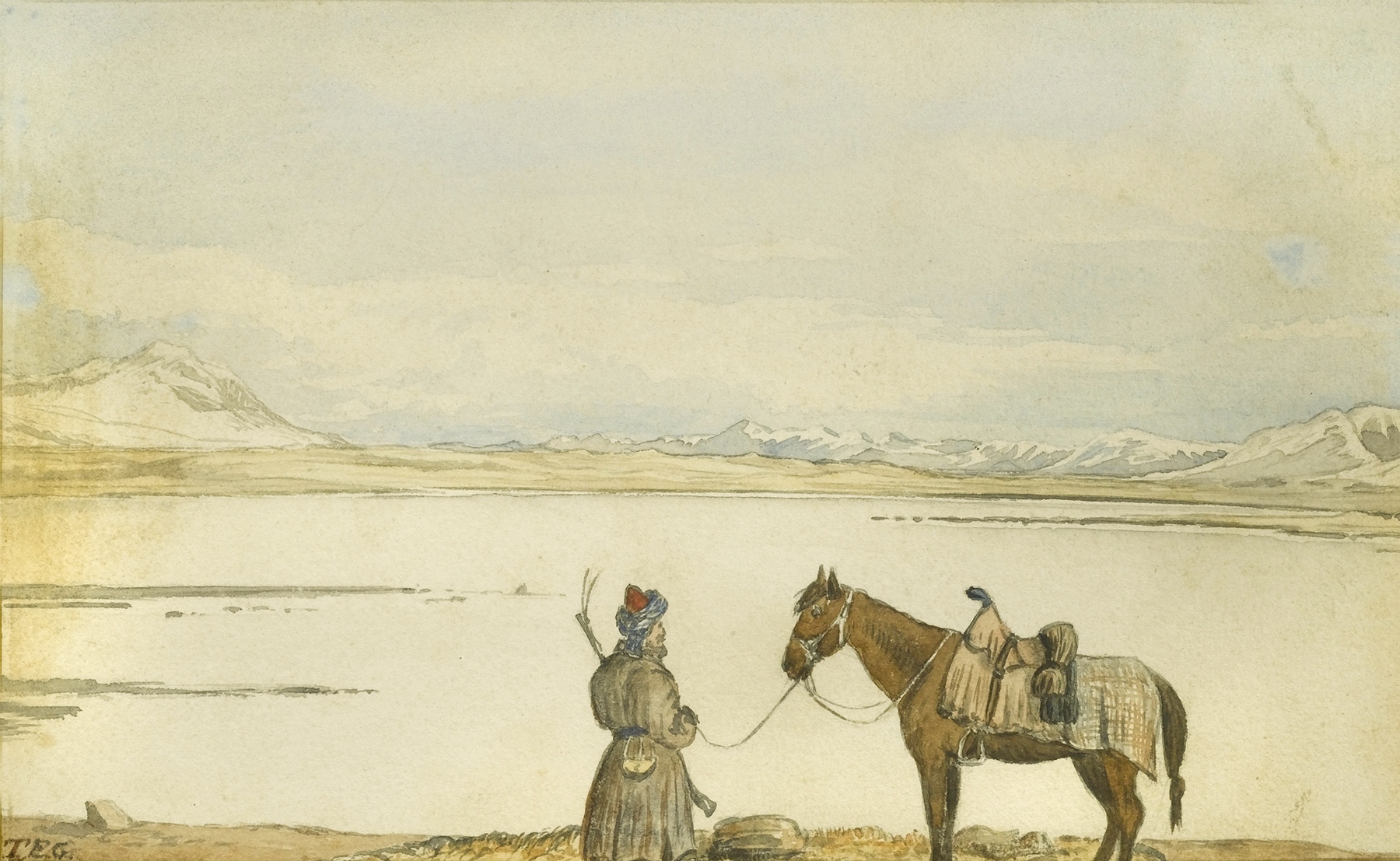
زوركل، لوحة مائية لتوماس إدوارد جوردون (في 2 مايو 1874)

زركول (بالروسية: Зоркуль)‏؛ (بالطاجيكية: Зоркӯл)‏ / الخط الطاجيكي اللاتيني: Zārkul؛ (بالصينية: 佐库里湖)) هي بحيرة في جبال بامير تمتد على طول الحدود بين أفغانستان وطاجيكستان. يمتد من الشرق إلى الغرب لحوالي 25 كم. تمتد الحدود الأفغانية الطاجيكية على طول البحيرة من الشرق إلى الغرب، وتتجه جنوباً نحو قمة كونكورد (5469 م)، حوالي 15 كم جنوب البحيرة. يقع النصف الشمالي من البحيرة في طاجيكستان حيث تتم حمايته جزء من محمية زوركول الطبيعية  . من البحيرة، في اتجاه الغرب، يتدفق نهر بامير ، متتبعًا الحدود الأفغانية الطاجيكية. لذلك فهي مصدر لنهر جيجون أو نهر أوكسوس. يمتد بامير كلان إلى جنوب البحيرة.
تقع البحيرة على طريق طريق الحرير. كان يشار إليها باسم «بركة التنين العظيم» (بالصينية: 大龙池) في السجلات التاريخية الصينية.
كانت البحيرة ذات يوم في إقليم مير واخان، ولكن تم إنشاء البحيرة والنهر كحدود بين روسيا وأفغانستان باتفاق بين الروس والبريطانيين في عام 1895.
على الرغم من وجود إشارة مرجحة للبحيرة في حساب ماركو بولو كان أول أوروبي معروف بزيارة البحيرة هو الضابط البحري البريطاني جون وود في عام 1838. أصبح سير كول معروفًا للبريطانيين باسم بحيرة فيكتوريا، نسبة للملكة البريطانية، على الرغم من رفض وود تسميتها كذلك. كانت تُعرف أيضًا باسم «بحيرة فيكتوريا في بامير» لتمييزها عن بحيرة فيكتوريا الأكبر بكثير في إفريقيا.